# Seveso
Seveso ist eine italienische Gemeinde in der Provinz Monza und Brianza der Region Lombardei.

## Lage und Einwohner
Die Stadt Seveso liegt rund 17 km nordwestlich von der Provinzhauptstadt Monza und 21 km nördlich von Mailand. Das eher ländlich geprägte Territorium von Seveso hat 24.023 Einwohner (Stand 31. Dezember 2023). Durch den Ort fließt der gleichnamige Fluss Seveso, der die Gemeinde in Nord-Süd-Richtung durchquert.
Die Nachbargemeinden sind im Norden die Gemeinden Barlassina, Meda und Seregno, im Süden die Gemeinde Cesano Maderno und im Westen die Gemeinde Cogliate

### Verkehrsanbindung
Seveso liegt an der Staatstrasse 35, die Mailand mit Como sowie mit den Autobahnen Mailand–Como und Turin–Venedig verbindet. Sie ist zudem durch das Eisenbahnunternehmen Ferrovie Nord Milano an das Bahnnetz angeschlossen.

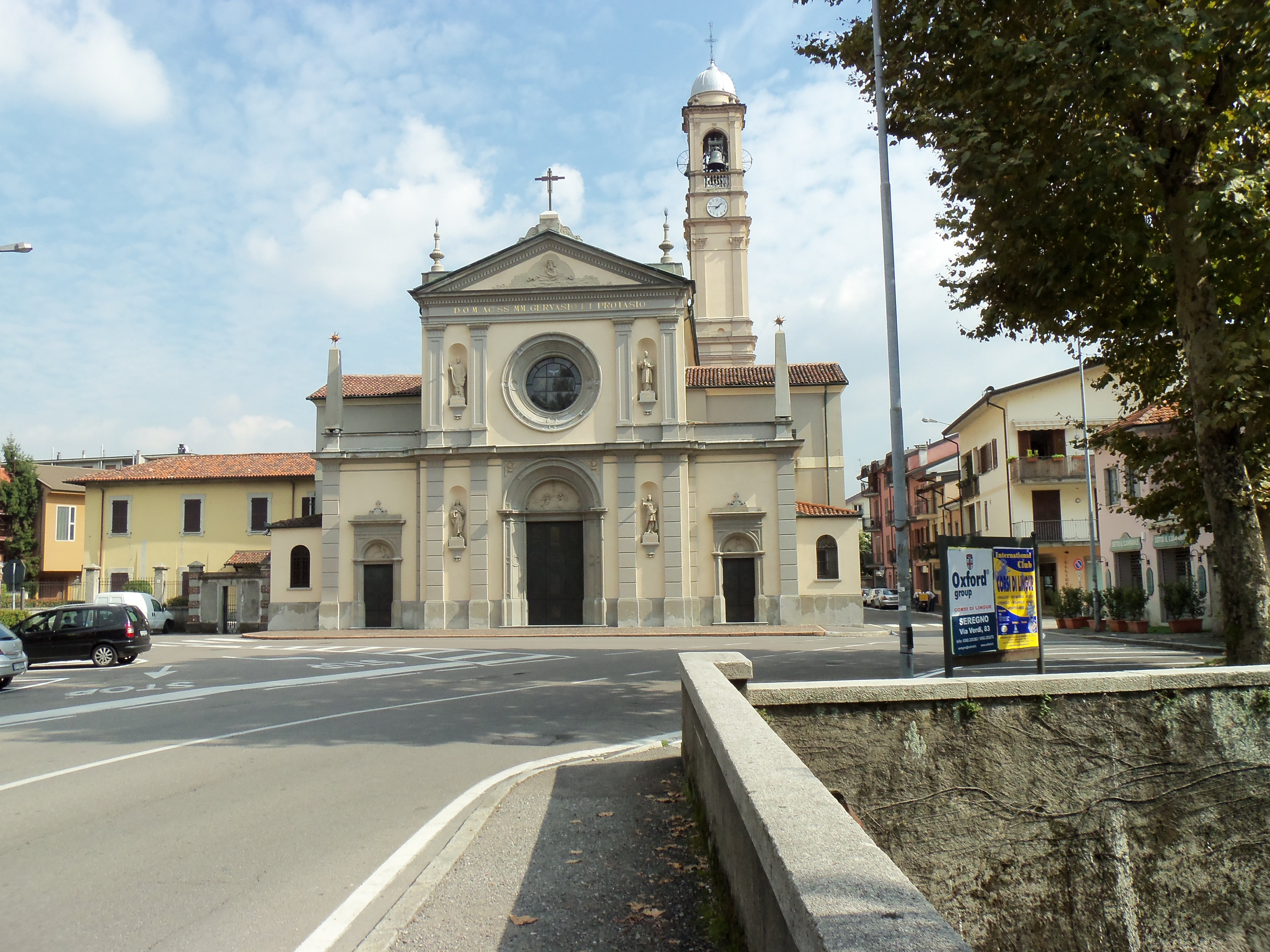
Die Kirche Santi Gervaso und Protaso

## Geschichte
Die Ursprünge von Seveso gehen zurück auf die gallisch-römische Periode um das dritte Jahrhundert v. Chr. Gegen 780 wurde das Kloster von Meda gegründet, dessen Rechtsprechung sich auch auf das Territorium von Seveso ausdehnte. 1252 wurde die Peterskirche (S. Pietro Martire) erbaut, dies markiert den Ausgangspunkt der unabhängigen Entwicklung der Stadt.

### Neuzeit
Im 16. Jahrhundert wurde die Stadt von zwei Hungersnöten und einer Pest-Epidemie (1524 und 1576) heimgesucht. Im Laufe des 17. Jahrhunderts wurde sie von mehreren Familien gelenkt (darunter die Familie Arese), welche bedeutende Monumente hinterließen. 1798 befahl der Fürst Giuseppe II den Dominikanern, das Kloster aufzugeben. Bei der Vereinigung des Königreichs Italien kam das Territorium von Barlassina zu Seveso. Die Bevölkerung lehnte diese Entscheidung ab, seit 1901 sind die beiden Gemeinden wieder getrennt.

### Umweltkatastrophe
Am 10. Juli 1976 ereignete sich in der Stadt ein Dioxin-Unfall, der als Sevesounglück bekannt wurde. Der Name steht seitdem für eine der größten Umweltkatastrophen Europas und war Ausgangspunkt für die Richtlinie 96/82/EG (Seveso-II-Richtlinie).

## Wirtschaft
Die Wirtschaft der Stadt steht traditionell mit der Möbelindustrie in Zusammenhang. Andere industrielle Sektoren in Seveso sind die mechanische Industrie und die Produktion von Konstruktions-, Verteilungsmaterialien.

## Söhne und Töchter der Gemeinde
- Carlo Confalonieri (1893–1986), Kardinal der römisch-katholischen Kirche
- Antonio Comi (* 1964), Fußballspieler[2]